# 레아 맥폴
레아 맥폴(Leah McFall, 1989년 7월 1일 ~ )은 북아일랜드의 싱어송라이터이다. 더 보이스 UK 시즌2 준우승자이다.